# François Verstraeten
François Verstraeten (Etterbeek, 23 de marzo de 1887 –Sint-Lambrechts-Woluwe , 28 de agosto de 1965) fue un ciclista belga. Sus mejores victorias fueron las victorias del Campeonato de Bélgica de 1907 y 1908.